# Zayn al-Abidin Ben Ali
Zayn al-Abidin Ben Ali, eller Zine el-Abidine Ben Ali (زين العابدين بن علي ), född 3 september 1936 i Hammam Sousse, Tunisien, död 19 september 2019 i Jidda i Saudiarabien, var en tunisisk politiker. Han var landets premiärminister 1987 och president från 7 november 1987 till 14 januari 2011.
Ben Ali anlitades till politiken av försvarsdepartementet 1964 för att bilda den militära säkerhetstjänsten och han var dess första chef till 1974. Under flera år därefter varvade han tjänstgöringar som diplomat och ambassadör, i Marocko och Polen, med ämbeten på försvarsdepartementet.
1 oktober 1987 utnämnde president Habib Bourguiba honom till premiärminister och konstitutionell efterträdare; Habib Bourguiba var landets första president sedan självständigheten från Frankrike. Strax därpå avsattes Habib Bourguiba i en oblodig statskupp och Ben Ali tillträdde som president 7 november.
Efter mer än 23 år vid makten tvingades Ben Ali själv fly landet den 14 januari 2011 efter veckor av våldsamma protester och missnöje som riktats mot landets regering, protester vilka kan sägas vara den första allvarliga folkresning i den serie av upplopp som spred sig över Arabvärlden 2011 och som kallats för "Arabiska våren".
Ben Ali efterträddes av sin premiärminister sedan 1999, Mohamed Ghannouchi. Ghannouchi satt endast några timmar vid makten innan författningsrådet gav den tidigare talmannen Foued Mebazaa uppdraget att leda landet fram till allmänna val. Många av hans släktingar har fångats eller dödats. Ben Ali hade sedan den 14 januari befunnit sig i exil i Saudiarabien.
Den 27 januari 2011 utfärdade den nu sittande provisoriska tunisiska regeringen en arresteringsorder på Ben Ali, som man planerade att ställa inför rätta för de brott han ska ha gjort sig skyldig till under sin tid vid makten.
Den 17 februari 2011 kom det uppgifter om att Ben Ali i sin exil i Saudiarabien drabbats av en stroke och hamnat i koma. Senare under 2011 kom det dock, via Ben Alis advokat, uppgifter om att Ben Ali skulle ha varit vid relativt god hälsa.
Han avled, 83 år gammal, 19 september 2019, fortfarande i exil.